# Silezia Cieszynului

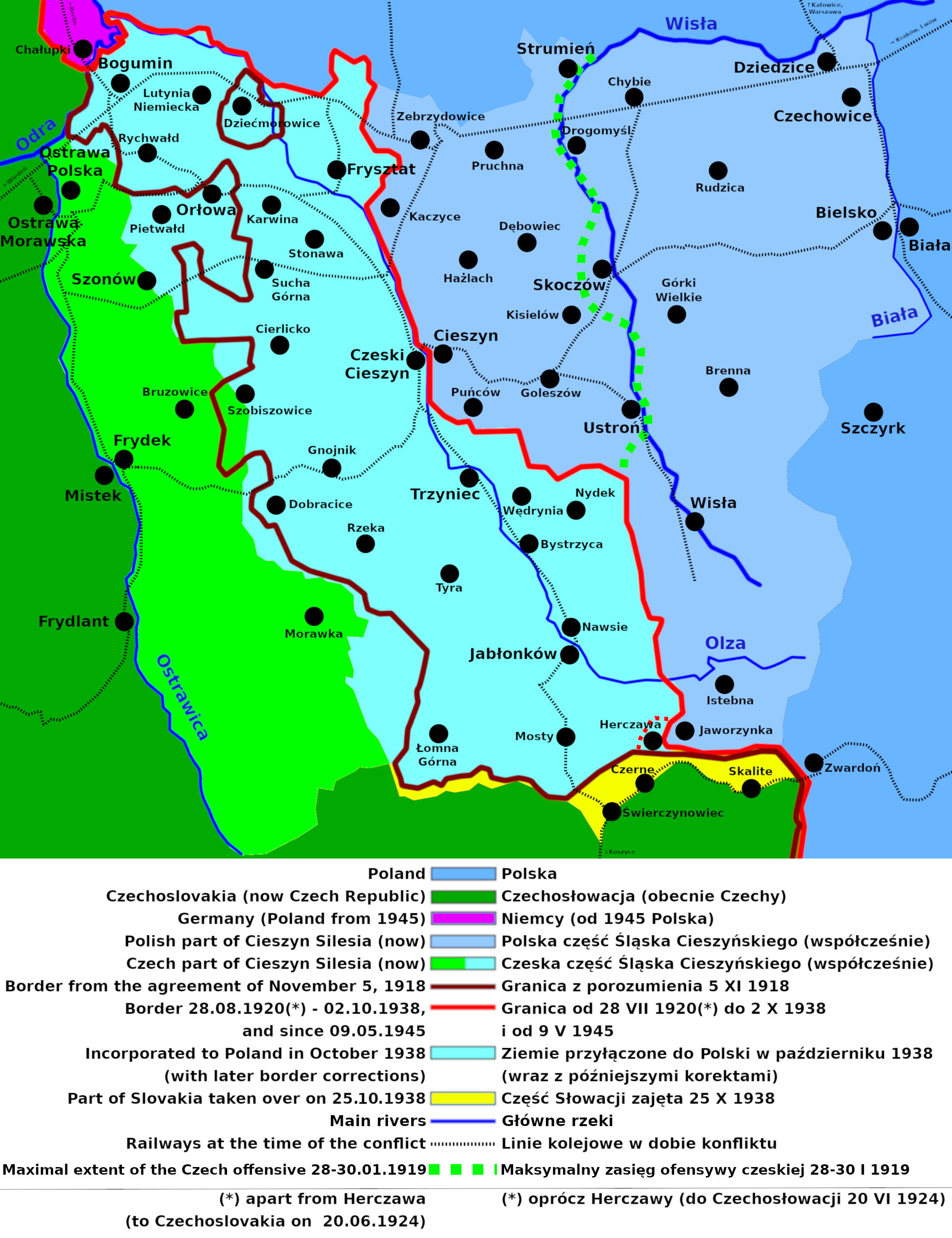
Harta Sileziei Cieszynului și granițele sale istorice polono-cehe în perioada 1918-1945

Silezia Cieszynului (în poloneză Śląsk Cieszyński, în cehă Těšínské Slezsko, în germană Teschener Schlesien sau Olsagebiet) este o regiune istorică din sud-estul Sileziei, centrată pe orașele Cieszyn (Polonia) și Český Těšín (Cehia) și împărțit în două de râul Olza. Din 1920 a fost împărțită între Polonia și Cehoslovacia, iar mai târziu Republica Cehă. Se întinde pe o suprafață de aproximativ 2.280 de kilometri pătrați (dintre care 1.002 kilometri pătrați / 44% sunt în Polonia, în timp ce 1.280 kilometri pătrați / 56% sunt în Cehia) și are o populație de aproximativ 810.000 de locuitori.
Granițele istorice ale regiunii sunt aproximativ aceleași cu cele ale fostului Ducat independent de Cieszyn (Teschen). În prezent, peste jumătate din Silezia Cieszynului formează una dintre euroregiuni, euroregiunea Silezia Cieszynului, restul aparținând euroregiunii Beskydy.